# St. Nicolai (Oranienburg)
Die St.-Nicolai-Kirche in Oranienburg ist eine evangelisch-lutherische Kirche, zu ihrem Pfarrsprengel gehören die Kirchengemeinden Schmachtenhagen  und Germendorf. Das Kirchengebäude, 1866 eingeweiht, ersetzte mehrere Vorgängerbauten und wurde nach starken Zerstörungen am Ende des Zweiten Weltkriegs bis 1952 neu aufgebaut. Das Gotteshaus ist dem Heiligen Nikolaus geweiht und steht samt Ausstattung seit den 1970er Jahren unter Denkmalschutz.

## Lage und Einzugsbereich
Das Kirchengebäude von St. Nicolai mit dem Pfarramt befindet sich in der Havelstraße 28 nahe am Stadtzentrum Oranienburgs. Am 10. Oktober 2016 erhielt der Platz unmittelbar vor der Kirche den Namen Pfarrer Ballhorn-Platz, womit das Wirken des Pfarrers Carl Friedrich Christian Ballhorn (1793–1871) posthum geehrt wird; er war zwischen 1824 und 1870 Seelsorger in der Nicolaikirch-Gemeinde. Unter seiner Verantwortung war nicht nur das neue Kirchengebäude errichtet worden, sondern er verfasste auch eine erste umfangreiche Geschichte der Stadt Oranienburg.
Neben dem Pfarrsprengel Oranienburg bilden die Ortschaften Friedrichswalde, Gransee, Hammelspring, Herzberg-Lindow, Herzfelde, Kremmen, Leegebruch, Liebenwalde, Lychen, Löwenberger Land, Sachsenhausen, Schwante-Vehlefanz, Templin, Tornow-Marienthal, Velten und Zehdenick den Kirchenkreis Oberes Havelland. Dieser entstand vor einigen Jahren durch Fusion der Kirchenkreise Oranienburg und Gransee/Templin. - Er untergliedert sich in insgesamt 72 Kirchengemeinden, denen die in Oranienburg direkt tätigen unten genannten Seelsorger und folgende Pfarrer vorstehen:
Holger Baum (Nordbereich), Andreas Domke, Gernot Fleischer, Thomas Hellriegel, Michaele Jecht, Peter Krause, Anne Lauschus, Juliane Lorasch, Yvonne Maßors, Matthäus Monz, Dieter Rohde, Ruth-Barbara Schlenker, Christine Rosin, Ralf-Günther Schein (zuständig für Kunst und Kulturgut), Uwe Simon (Superintendent), Ralf Schwieger, Thomas Triebler, Mathias Wolf und Christine Gebert (Südbereich). Davon sind die Bethlehemskapelle Oranienburg, die Evangelische Kirche Germendorf, die Evangelische Kirche Schmachtenhagen und die Evangelische Kirche Lehnitz Filialkirchen von St. Nicolai. Sie bilden zusammen den Kirchenkreis Oberes Havelland.

## Geschichte
Im 16. Jahrhundert bauten die Christen der Stadt eine erste Gottesdienststätte. Noch während des Dreißigjährigen Krieges errichteten die Einwohner eine Notkirche – beide wurden bald ein Opfer der Flammen. Im Jahr 1658 entstand an derselben Stelle eine kleine Kirchenneubau im Barockstil (Kreuzkirche), die auf eine Stiftung der Kurfürstin Luise Henriette von Oranien zurückging. Bei dem großen Stadtbrand des Jahres 1788 wurde sie zerstört und 1796 durch einen schlichten Kirchenbau („Ortskirche“) ersetzt. Es wurde billig gebaut und möglichst viele Besuchern sollten darin Platz. Diese Bauweise rächte sich: Die Kirche wurde bald baufällig. Auf Drängen der Kirchengemeinde beauftragte der preußische König Friedrich Wilhelm IV. seinen Architekten Friedrich August Stüler mit Planungen zum Neubau einer Kirche. Diese entstand ab 1864 und wurde 1866 eingeweiht. Initiator des Kirchenneubaus war der ,
In die Zeit des Nationalsozialismus fiel die 700-Jahr-Feier der Stadt Oranienburg im Jahr 1933. Dazu fand auch in der Nicolaikirche ein Festgottesdienst mit Auftritt des Kirchenchores statt. Am Ende des Zweiten Weltkriegs zerstörte ein Brand das Gotteshaus samt der Inneneinrichtung mit der Orgel. Die Orangerie des Schlosses im Ort diente danach den Christen als Notkirche.
1951 nahm der neu berufene Superintendent Ernst Detert die Grundsteinlegung für einen Wiederaufbau vor. Finanzielle und materielle Unterstützung beim Wiederaufbau kam von der schwedischen Evangelisch-lutherischen Kirche aus Uppsala. Die Arbeiten standen unter Verantwortung des Architekten Walter Krüger, der sich weitestgehend an die überlieferten neoromanischen Formen des Bauwerks aus dem 19. Jahrhundert hielt, als dreischiffige Pfeilerbasilika aus gelbem Backstein mit Apsis und Kirchturm. In Höhe der alten Empore zog er eine Zwischendecke ein. Dadurch hatte die Gemeinde in der neuen Unterkirche einen zusätzlichen Gemeindesaal, Gruppenräume, Küche und Sanitärräume. Am 26. Oktober 1952 erfolgte die Neueinweihung des Sakralbaus.
In der Wendezeit waren Sup. Naumann sowie die Pfarrer R. Röhm und St. Philipp in der Kirchengemeinde tätig. Sie wurden oft beleidigt; in der Kirche gab es Sachbeschädigungen.
Aus Anlass des 50. und 60. Jahrestages des Wiederaufbaus der zerstörten Nicolaikirche fand 2002 und 2012 jeweils eine Festwoche statt. Daran nahmen unter anderem auch Christen aus anderen Ländern teil wie zwei schwedische Pfarrer aus der Gemeinde Tynnered in Göteborg.

## Architektur

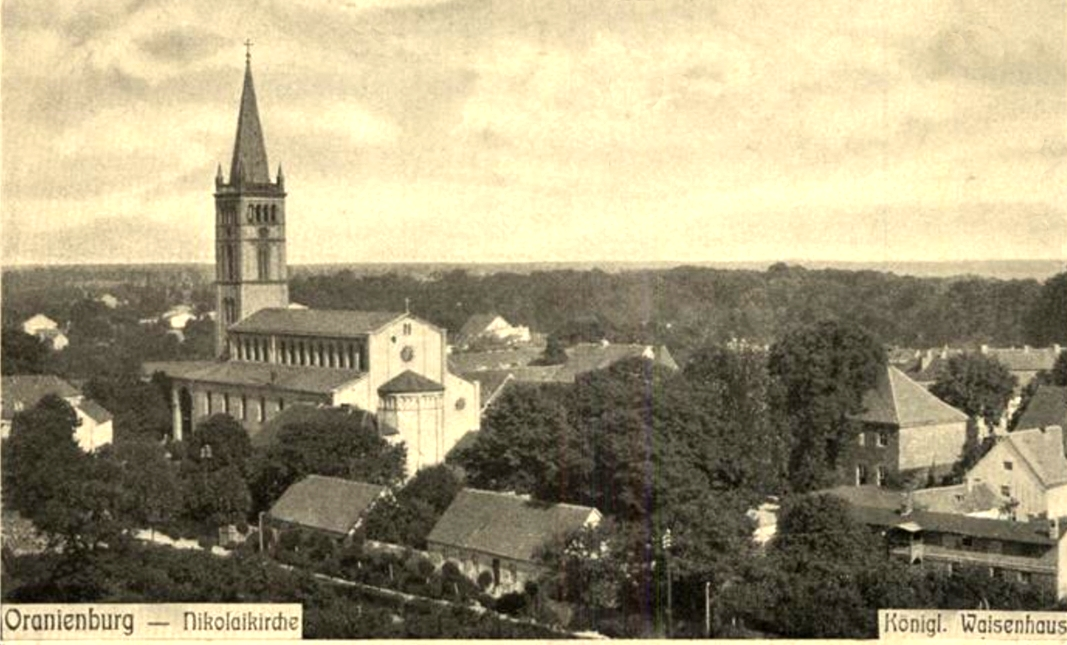
Historische Ansichtskarte von Oranienburg;
links die Nicolaikirche, rechts das Königliche Waisenhaus

Das Gotteshaus entstand im neoromanischen Baustil als Ziegelbau, im Unterbau und in der oberen Turmhälfte ist es unverputzt. Es ist rund 36,5 m lang und 22 m breit.
Der schlanke, von offenen Bogenhallen begleitete Westturm ist 57,40 m hoch. Ein mit Schiefer bedeckter Spitzhelm schließt das Bauwerk ab.
Im Turm mit einem quadratischen Grundriss sind Klangarkaden eingearbeitet, hinter denen das Geläut seinen Platz hat.
Oberhalb der Arkaden befindet sich die Turmuhr, die auf jeder Seite ein Zifferblatt besitzt. Ganz oben gibt es einen offenen Umgang mit durchbrochener Steinbalustrade. An jeder Ecke des Umgangs steht ein kleines spitzes Ziertürmchen mit quadratischer Grundfläche.
Ein Pultdach, belegt mit roten Dachziegeln, schließt den Kirchenhauptbau ab.
Von außen sichtbar sind die halbrunde Altarapsis und das Hauptkirchenschiff, das von den Seitenschiffen deutlich abgesetzt ist. (Nach dem Wiederaufbau besteht diese Gliederung im Dachgefüge nicht mehr.) – Das Hauptportal des Gotteshauses verfügt über eine schwere hölzerne Tür, an welcher sich ein verziertes kupfernes Türblatt und ein Türgriff befinden. Der Griff enthält in Längsrichtung den Bibelspruch „Frieden sei mit euch“, der Griffdrehpunkt wird von einem vierarmigen Kreuz markiert. Über dem Türknauf empfängt ein betender Engel die Eintretenden.

## Ausstattung

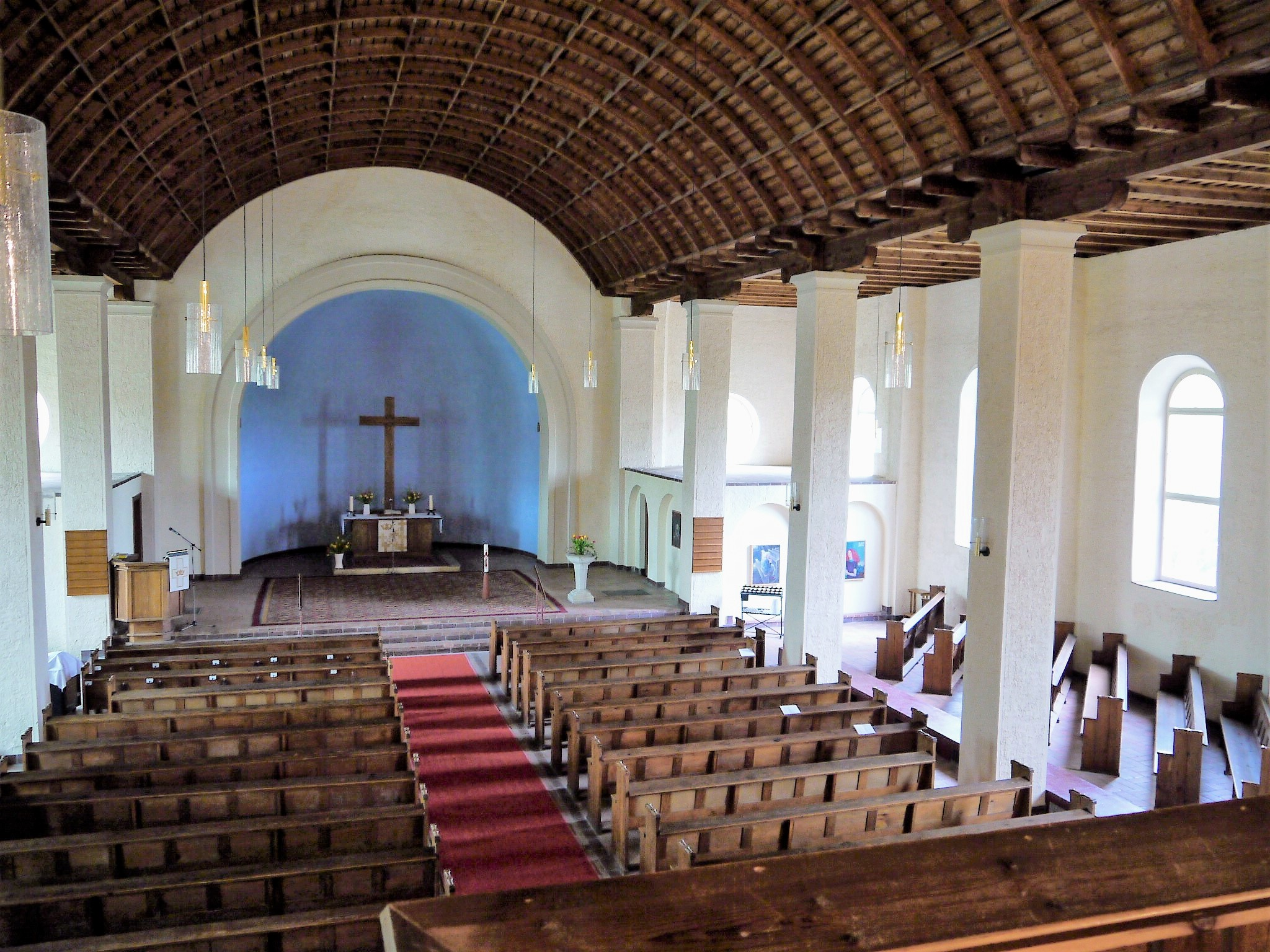
Blick von der Empore ins Kirchenschiff

### Altar, Kanzel, Bänke
Der Altar ist ein schlichter hölzerner Tisch, mit einem Altartuch geschmückt. Auf dem Altartisch steht ein großes Kreuz aus Naturholz. Der Altar selbst steht mittig in der um drei Stufen erhöhten Halbrundapsis. Zwischen dem Triumphbogen und der jeweils zweiten Säule sind beiderseits zu den Wänden hin kleine quadratische Räume abgetrennt. Unmittelbar vor dem Kirchenschiff befindet sich auf dem Podest eine holzverkleidete niedrige Kanzel.
Die Seitenschiffe werden mittels rechteckiger Pfeiler vom Hauptraum abgetrennt. Auf den Pfeilern liegt ein holzverkleidetes Tonnengewölbe auf. Zur Beleuchtung sind mindestens acht direkt an der Decke beidseitig der Pfeiler befestigte zylinderförmige Glasleuchten in gleichmäßigen Abständen angebracht. Wände, Pfeiler und Triumphbogen sind geweißt.
Die Sitzbänke für die Kirchenbesucher sind im Hauptschiff in zwei Reihen mit einem teppichbelegten Mittelgang aufgestellt und aus naturfarbenem Holz gefertigt. In den Seitenschiffen befinden sich weitere Bänke, die schräg zur Altarnische hin stehen.

### Orgel

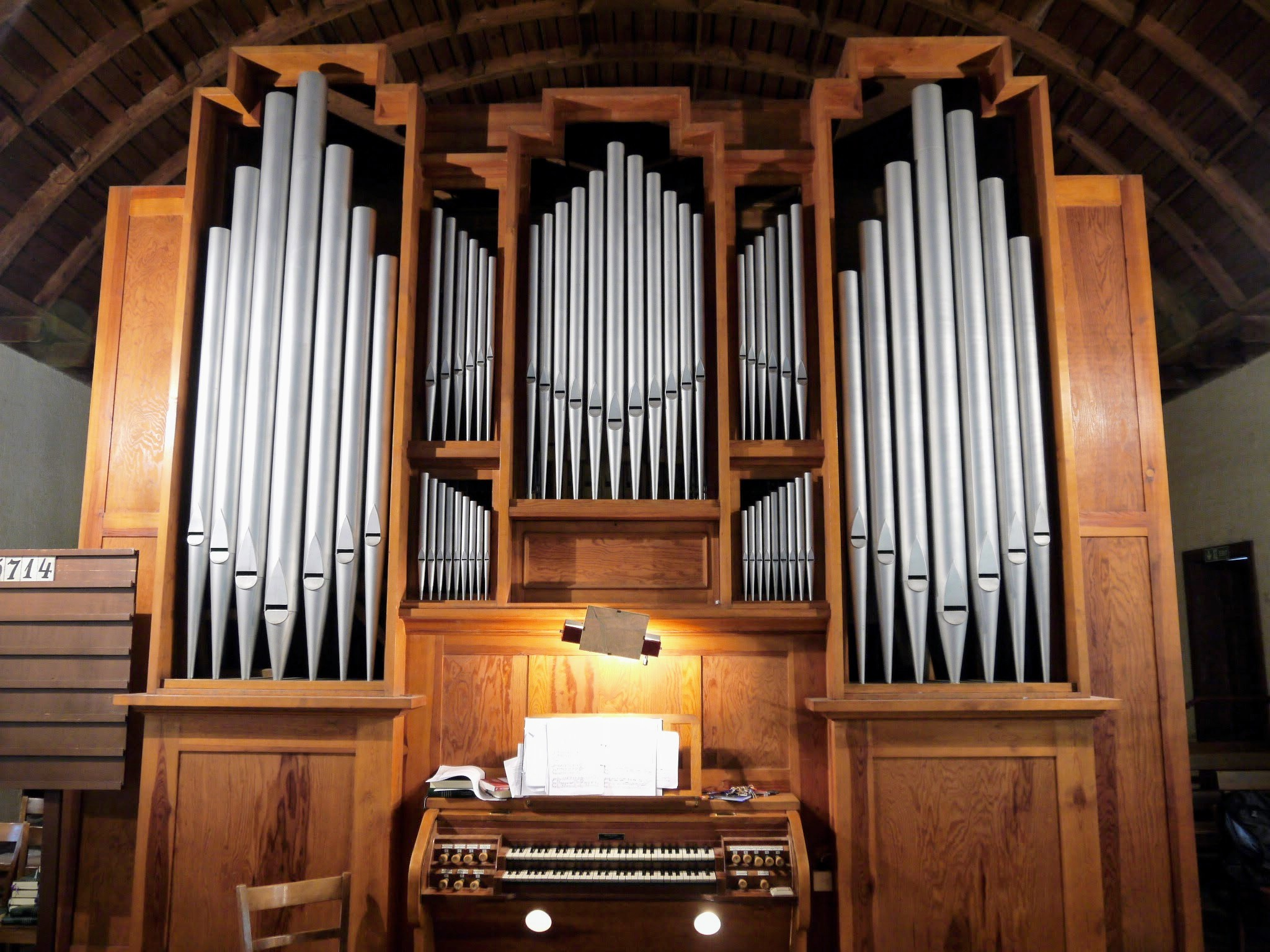
Jehmlich-Orgel

Die erste Orgel in der Stüler-Kirche war ein vom Orgelbau Sauer hergestelltes dreimanualiges Instrument mit 40 Registern und wurde auf der Empore installiert. Zusammen mit den Zerstörungen des Kirchengebäudes im Jahr 1945 durch Brand wurde auch die Orgel vollständig vernichtet.
1972 erwarb die Kirchengemeinde eine aus der Georgenkirche Bad Freienwalde stammende Orgel. Sie ist ein 1957 als Opus 737 vom Orgelbau Gebrüder Jehmlich aus Dresden gebautes Instrument mit 593 Pfeifen und elf Registern. Die Umsetzung und Neuinstallation in Oranienburg besorgte die Firma Orgelbau Ulrich Fahlberg aus Eberswalde. Die mechanische Schleifladenorgel wurde im Jahr 2013 neu intoniert.
Mittelfristig ist die Anschaffung einer größeren und moderneren Orgel geplant, wofür sich 2012 auf Initiative des Organisten Jack Day ein Orgelfreundeskreis gegründet hat, der neben Benefizveranstaltungen auch Spenden sammelte. Aus diesem Freundeskreis ging 2018 der Förderverein für Orgel- und Kirchenmusik an St. Nicolai in Oranienburg e.V. hervor, dessen Ziel die Anschaffung einer neu zu bauenden dreimanualigen Orgel sowie die Anschaffung eines Konzertfügels ist. Seit April 2022 wird für Konzerte ein geliehener Schulz-Flügel genutzt. Ende Dezember erwarb die Nicolai-Gemeinde einen Kawai-Flügel. Für die Orgel wurden bis Ende 2022 ca. 80.000 Euro gesammelt. 
Im Jahr 2017 wechselte Jack Day an die Luisenkirche in Berlin-Charlottenburg. Sein Nachfolger wurde Markus Pfeiffer.
Die Orgel verfügt über folgende Disposition:
| I Hauptwerk C–g3 |           |        |
| 1.               | Rohrflöte | 08′    |
| 2.               | Principal | 04′    |
| 3.               | Waldflöte | 02′    |
| 4.               | Mixtur IV | 01 ⁄3′ |

| II Manual C–g3 |                |     |
| 5.             | Gedackt        | 08′ |
| 6.             | Rohrflöte      | 04′ |
| 7.             | Principal      | 02′ |
| 8.             | Schwiegel      | 01′ |
| 9.             | Sesquialter II |     |
|                | Tremulant      |     |

| Pedal C–f1 |            |     |
| 10.        | Subbass    | 16′ |
| 11.        | Offenbass  | 08′ |
| 12.        | Choralbass | 04′ |

- Koppeln: II/I,  I/P, II/P (als Rastentritte)
- Spielhilfe: Calcant

### Glocken
Während des Zweiten Weltkriegs mussten zwei Glocken für Kriegszwecke abgegeben werden. Die kleinste noch verbliebene Glocke wurde beim Brand der Kirche in den letzten Kriegstagen mit zerstört.
Auf Erlass der sowjetischen Militär-Administration wurden am 18. Dezember 1947 die Kriegsglockenlager in der damaligen sowjetischen Besatzungszone freigegeben; damit konnten Kirchengebäude ohne ein Geläut hier Ersatz beantragen. Die Oranienburger Kirchengemeinde erhielt drei Glocken für ein Te-Deum-Geläut. Diese Glocken konnten nicht an die Heimatgemeinden zurückgegeben werden, da sich die Kirchengebäude nun in Polen befanden.
Große Glocke: Die Außenbeschriftung enthält die Namen von Magistrat und Stadtverordneten sowie die des Majoratsherrn und des Hof- und Stadtrichters. Die obere Randbeschriftung lautet Ehre sei Gott in der Höhe und Frieden auf Erden und den Menschen ein Wohlgefallen (Lk 2,14). Sie wurde 1817 von Friedrich Gruhl in Klein Welka gegossen und hing bis zur Beschlagnahme in Sommerfeld/Neumark, dem heutigen Lubsko.
Mittlere Glocke: trägt die Inschrift Georg Hintschke, Elias Hofmann, Kirchenvaeter, Pavel Andreas Koerner goss mich in Soraw im Jahre 1690. Sie hing in Sorau/Neumark, dem heutigen Żary.
Kleine Glocke: trägt die Inschrift Ehre sei Gott in der Höhe, mich goss die Danziger Werft im Jahre 1927. Sie hing im Posener Gebiet.

### Weiteres
Im Eingangsbereich der befindet sich ein Gedenkort aus dem Jahr 1985 zur Erinnerung an die Opfer des KZ Sachsenhausen in „selbstkritischem Rückblick auf die eigene Kirchengeschichte der Deutschen Christen“.

## Nutzung
Neben den sonntäglichen Gottesdiensten finden hier auch Konzerte des ökumenischen Chores, andere Chorkonzerte, z. B.  Gruppe Gregorian Voices in Mönchskutten gehüllt, sowie der Musikschulen und des Blasorchesters Oranienburg statt.
Auf einem Konzertflügeln gibt es regelmäßig Abende mit klassischer Musik wie die Klaviermusik bei Kerzenschein im Februar 2021. Jeweils dienstags um 12:10 Uhr ertönt eine gute halbe Stunde Orgelmusik.
Die Kirche ist auch Treffpunkt für Kinder und Jugendgruppen. Vorführungen der Oranienburger Kindertheatergruppe Waffeltheater sprechen vor allem junge Besucher an. Die Kirchensänger beteiligen sich auch an dem in Oranienburg seit 1912 bestehenden ökumenischen Chor. Alle Musikangebote werden von Markus Pfeiffer, dem Kirchenmusiker und Kreiskantor, organisiert und geleitet. Alle Aktivitäten sind jedoch seit der Corona-Pandemie stark eingeschränkt.
Im Grüberraum, benannt nach Heinrich Grüber, der sich in der Unterkirche befindet, wurden auch schon Filme als Reiseberichte oder von Partnern aus Simbabwe gezeigt. Zudem dient er als Raum für Gemeindeversammlungen. Ebenfalls hier gibt es noch den Niemöller-Raum und den Detert-Raum.
Im Jahr 2020 fand in der Kirche die Auftaktveranstaltung der Interkulturellen Woche statt, bei welcher Bürger den Ehrenpreis für Toleranz und Zivilcourage Oberhavels überreicht bekamen.

## Seelsorge

### Gemeindekreise (Auswahl)
Grundsätzlich sind in der Nicolaigemeinde folgende Kirchenkreise beheimatet: Kinder und Jugend, (12 freiwillige Mitarbeiter), Musik, Konfirmanden, Flucht und Migration, Frauenarbeit.
Die Gemeinde unterhält einen Bläserchor, der jeweils am letzten Sonntag im Monat, um 16 Uhr für eine halbe Stunde, Melodien vom Kirchturm erklingen lässt. Zudem bilden Mitglieder von St. Nicolai zusammen mit Sängern aus der katholischen Herz-Jesu-Kirche und weiteren Kirchengemeinden aus der Umgebung der Stadt einen ökumenischen Chor, dem 55 Personen angehören (Stand 2016) unter Leitung des Kantors Jack Day, der auch den Kinderchor leitete. Den Kirchenchor in St. Nicolai gibt es bereits seit Mai 1912, der seit 1916 den Namen Kirchenchor und Oratorienverein Oranienburg trug.
Die St. Nicolaigemeinde unterhält einen Simbabwe-Kreis, dessen Mitglieder Menschen aus drei Dörfern (Simatelele, Mulindi und Bunsiwa) des Landes aktiv unterstützen.

### Ausstattung und Öffnung
An allen Wochentagen in den Sommermonaten (Mai bis September) ist die Kirche täglich geöffnet (sonntags ab 11 Uhr).
In der Corona-Pandemie hat die Gemeinde eine telefonische und eine Internet-Seelsorge eingerichtet.

### Pfarrer (Auswahl)
Die unmittelbare Oranienburger Gemeinde umfasst etwa 4300 Mitglieder (Stand im Jahr 2021). Folgende Seelsorger waren/sind in der Nicolaigemeinde Oranienburg im Einsatz:
- 1824–1870: Carl Friedrich Christian Ballhorn[18]
- 1920: Hermann Sasse
- 1946–1970: Ernst Detert
- 1970–1976: Gerhard Kopp
- 1976–1984: Robert Koll
- 1986–1989: Herbert Naumann
- 1989: Matthias Röhm[12][30]
- 1990–1993: Albrecht Rademacher
- 1995–: Arndt Farack[4]

Im Jahr 1853 wurde eine zweite Pfarrstelle gegründet, die unter anderem von den Geistlichen Ernst Brunnemann (1950–1962), Ernst-Gottfried Buntrock (1965–1981) und Reinhard Röhm (1983–2003) wahrgenommen wurden.
Im Jahr 1920 kam noch eine dritte Pfarrstelle hinzu, besetzt unter anderem mit Hermann Sasse (1921–1928), Werner Scheidacker (1946–1981), Friederike Schulze (1981–1986), Stephan Philipp (1988–1997) und Friedemann Humburg (seit 1997).